# Faʻafafine

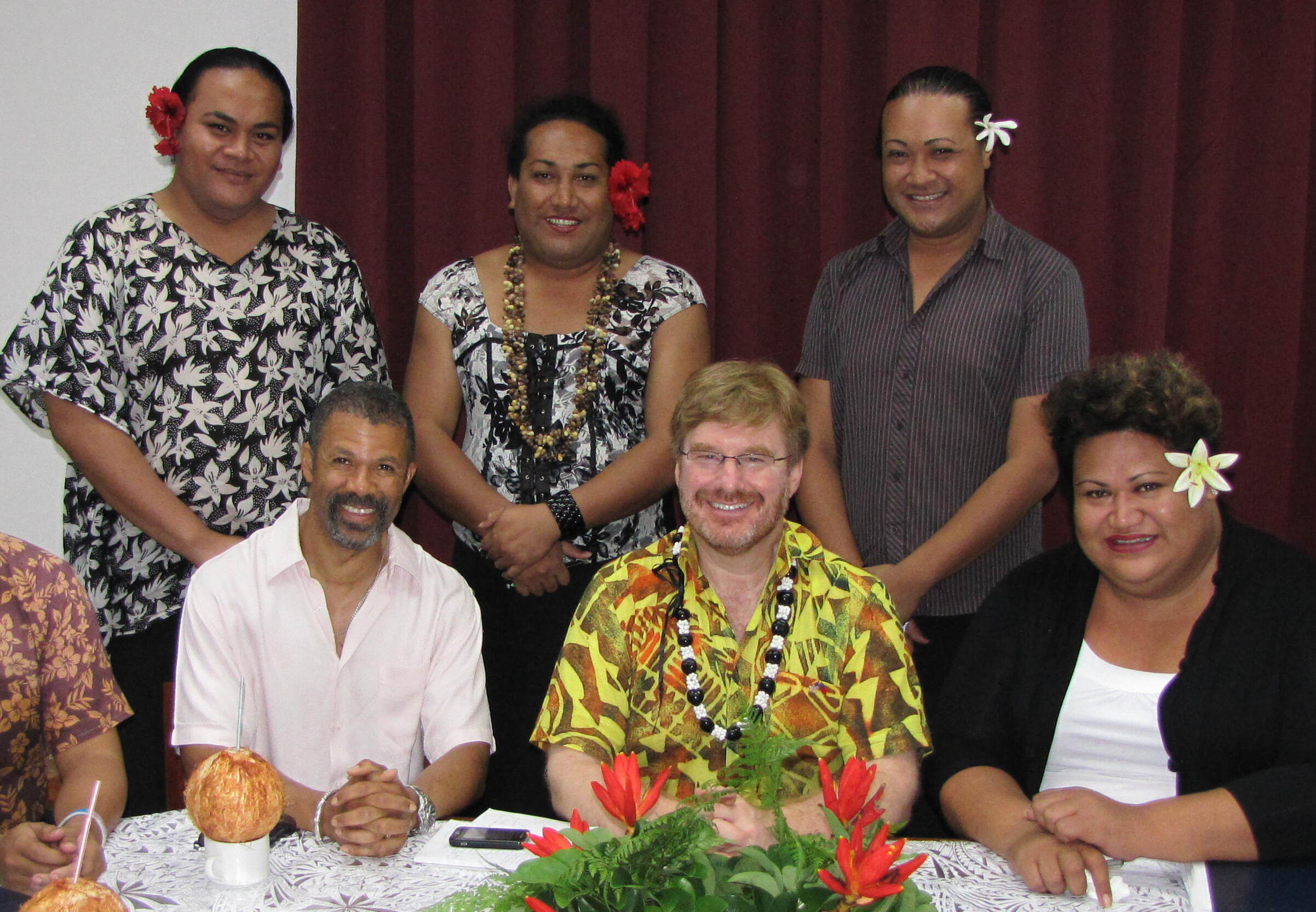
Führende Vertreterinnen der Samoa Faʻafafine Association mit US-Botschafter Huebner (2011)

Faʻafafine (samoanisch für „wie eine Frau, in der Art einer Frau“) bezeichnet in der Kultur Polynesiens, vor allem in Samoa, eine Person biologisch männlichen Geschlechts, die eine weibliche Geschlechterrolle annimmt und darin anerkannt wird. Die Faʻafafines sind nicht das Ergebnis einer Erziehung auf die weibliche Geschlechterrolle hin, sondern erkennen ihre Geschlechtsidentität selbst und werden von ihrer Familie und Gemeinschaft unterstützt und akzeptiert. Ihre gesellschaftliche Aufgabe ist klar definiert: Sie sollen die Familie unterstützen, für die Kinder sorgen, sich um den Haushalt kümmern und die Alten und Kranken der Familie versorgen. Zentrales Merkmal ist die Übernahme von (Arbeits-)Aufgaben und alltäglichen Verhaltensweisen von Frauen.
Die Faʻafafines werden auf Samoa als eigenständiges soziales Geschlecht behandelt. Obwohl erwartet wird, dass ihre Sexualpartner Männer sind, gelten Faʻafafines nicht als homosexuell – in der samoanischen Kultur gab es bis zur Globalisierung keine Vorstellung von Homosexualität. Trotz zunehmender Homophobie pflegen noch heute viele junge Männer sexuellen Umgang oder zeitweilige Partnerschaften mit Faʻafafines; später heiraten sie aber eine Frau und wollen Kinder bekommen.